# 陳遷 (嘉靖進士)
陳遷（1482年—？年），字维喬，四川成都府漢州什邡縣人，軍籍。

## 生平
治《詩經》，行七，由國子生中式正德八年（1513年）癸酉科四川鄉試第三十四名舉人，年四十二歲中式嘉靖二年（1523年）癸未科會試第三百三十二名，第二甲第一百三十五名進士。授国子监学正，嘉靖十二年（1533年）十二月选授江西道試监察御史。

## 家族
曾祖陳宗顯。祖父陈忠。父陈濟。前母廖氏、李氏，母鄧氏。慈侍下。兄運、選、遵、通、述、迪。